# Оболенский, Михаил Александрович
Князь Михаил Александрович Оболенский (21 октября (2 ноября) 1821— 1886) — статс-секретарь, сенатор, тайный советник из рода Оболенских. Ковенский (1868—1874) и Воронежский (1874—1878) губернатор.

## Биография
Пятый сын князя Александра Петровича Оболенского, калужского губернатора, и его жены Аграфены Юрьевны, дочери Ю. А. Нелединского-Мелецкого. Родился в Москве, крещен 23 октября 1821 года в церкви святителя Николая Чудотворца в Новой Слободе при восприемстве дяди князя Сергея Петровича Оболенского и сестры княжны Екатерины. Учился в Московском дворянском институте; был переведён в Императорский Царскосельский лицей и окончил его в 1841 году.
Службу начал с чином IX класса в Министерстве иностранных дел; сначала — в Главном архиве министерства, затем — по дипломатической части, в Берлине, Мюнхене и Вене. С начала 1851 года по семейным обстоятельствам оставил дипломатическое поприще и был вновь причислен к московскому Главному архиву. С октября 1852 года, в течение 5 лет, он был советником московской Дворцовой конторы. В 1857 году вышел в отставку.
Снова поступил на службу 9 апреля 1859 года — в Министерство внутренних дел — и был командирован в распоряжение новороссийского и бессарабского генерал-губернатора. Затем, на короткое время был прикомандирован к Земскому отделу, а 4 февраля 1866 года был назначен тверским вице-губернатором; 16 апреля 1867 года был произведён в чин действительного статского советника, в 1868 году был пожалован в камергеры.
Через два года, 31 мая 1868 года, был назначен Ковенским губернатором, с 1874 — Воронежским. За исполнение губернаторских обязанностей был награждён орденами Св. Станислава 1-й ст. (1870), Св. Анны 1-й ст. (1872) и Св. Владимира 2-й ст. (01.01.1876). Кроме этого имел прусский орден Короны 2-й ст. со звездой.
В 1877 году был определён комиссаром при посольстве в Румынии, где проведя серьёзнейшую и скрупулезную работу, неопровержимо доказал, что внешний долг России Румынии составлял всего 8 млн., а не 30 млн. долларов, как доказывало румынское правительство. Эта заслуга была отмечена чином тайного советника (19.05.1878); вскоре он был назначен статс-секретарём и сенатором (06.05.1884). Скончался 6 (18) марта 1886 года от крупозного воспаления лёгких. Известно, что М. А. Оболенский вёл дневник.

## Дети
Жена — Ольга Александровна Стурдза (ум. 1895), дочь автора политических трактатов Александра Стурдзы. По словам современника, княгиня Оболенская, проклинаемая неоднократно своею полоумной матерью, всю жизнь свою была преследуема бедствиями и глубоко несчастна. Румынская кровь её ярко сказалась на внешности детей её, кроме младшей дочери Грушеньки, которая олицетворяла северный тип:
- Александр (1851—1911)
- Иван (1853—1910) — финляндский генерал-губернатор
- Елена (1855—1924), замужем за Фёдором Дмитриевичем Чертковым (1845—1899). По отзыву современника, была образцовая семьянинка — прекрасная мать и жена, милая, добрая, приветливая, простая, лишенная всякого аристократического снобизма. Пользовалась общими симпатиями и уважением. Их сын Михаил — протоиерей в эмиграции, Мария — замужем за сыном Воронежского вице-губернатора О. Л. Медема, графом Александром Оттоновичем Медемом (1877—1931).
- Юрий (1857—1878), погиб в бою под Сан-Стефано.
- Аграфена (1860—1936), «красивая и интересная» фрейлина. За нею долго ухаживал и сделал ей предложение царскосельский гусар Фёдор Павлович Панютин (1858—1886). Она с ним кокетничала, поддерживала его увлечение, а когда дело дошло до предложения, почему-то ему отказала. Вскоре, уехав на Кавказ, она познакомилась там с нижегородским драгуном Лазаревым. Он сделал ей предложение и она согласилась. Они были объявлены женихом и невестою, но передумав, Оболенская бежала с Кавказа и обвенчалась с Панютиным. Через два месяца после их свадьбы, обманутый Лазарев приехал в Петербург, вызвал Панютина на дуэль и с первого выстрела его убил. Во 2-м браке она была за сыном М. Л. Дубельта, капитаном второго ранга Леонтием Михайловичем Дубельтом (1855—1894). Оставила воспоминания.